# 화동초등학교 (충남)
화동초등학교는 대한민국 충청남도 태안군에 있는 공립 초등학교이다.

## 학교 연혁
- 1963. 04. 01.	태안초등학교 평천분교장 설립인가
- 1964. 04. 07.	화동초등학교 개교
- 1981. 03. 05.	화동초등학교 병설유치원 개원
- 2014. 03. 01.	제 20대 강희대교장 부임
- 2017. 02. 10.	초등학교 제 53회 졸업 총 9명 (계 3274명)
- 2017. 03. 01.	초등학교 7학급(특수 1), 유치원 1학급 편성 인가

## 참고 자료
- 화동초등학교 - 한국교육학술정보원 학교알리미